# Lunar Crater Observation and Sensing Satellite
Lunar Crater Observation and Sensing Satellite (LCROSS) byla robotická kosmická sonda, kterou vyvinula a provozovala americká agentura NASA. Hlavním cílem sondy LCROSS bylo zjistit, zda v trvale zastíněných kráterech poblíž jižního pólu Měsíce existuje vodní led. Mise byla úspěšná a přítomnost ledu byla potvrzena v lunárním kráteru Cabeus.
Sonda odstartovala 13. června 2009 současně s další americkou sondou pro výzkum Měsíce Lunar Reconnaissance Orbiter (LRO) jako součást programu Lunar Precursor Robotic Program. Byly to první sondy k Měsíci po mnohaleté přestávce v americkém průzkumu Měsíce, které měly sloužit jako předvoj NASA v plánovaném návratu na Měsíc.
Dne 22. srpna 2009 došlo k poruše palubní inerciální jednotky určené k orientaci a stabilizaci sondy, řídící systém přešel na řízení orientace pomocí hvězdného čidla. Technikům se podařilo funkci inerciální jednotky obnovit, sonda však při manévrech přišla o více než polovinu zbývající zásoby paliva.
Po dosažení oběžné dráhy Měsíce byl do kráteru Cabeus poblíž jižního měsíčního pólu 9. října 2009 v 11:31 UTC naveden raketový urychlovací stupeň Centaur. Sonda LCROSS letící za ním monitorovala a odesílala data o složení oblaku vyvrženého materiálu z kráteru na Zemi, sama po šesti minutách v 11:37 UTC také dopadla na povrch Měsíce.
Hmotnost Centauru při dopadu byla 2305 kg, jeho rychlost při dopadu přesáhla 10 000 km/h.

## Konstrukce sondy

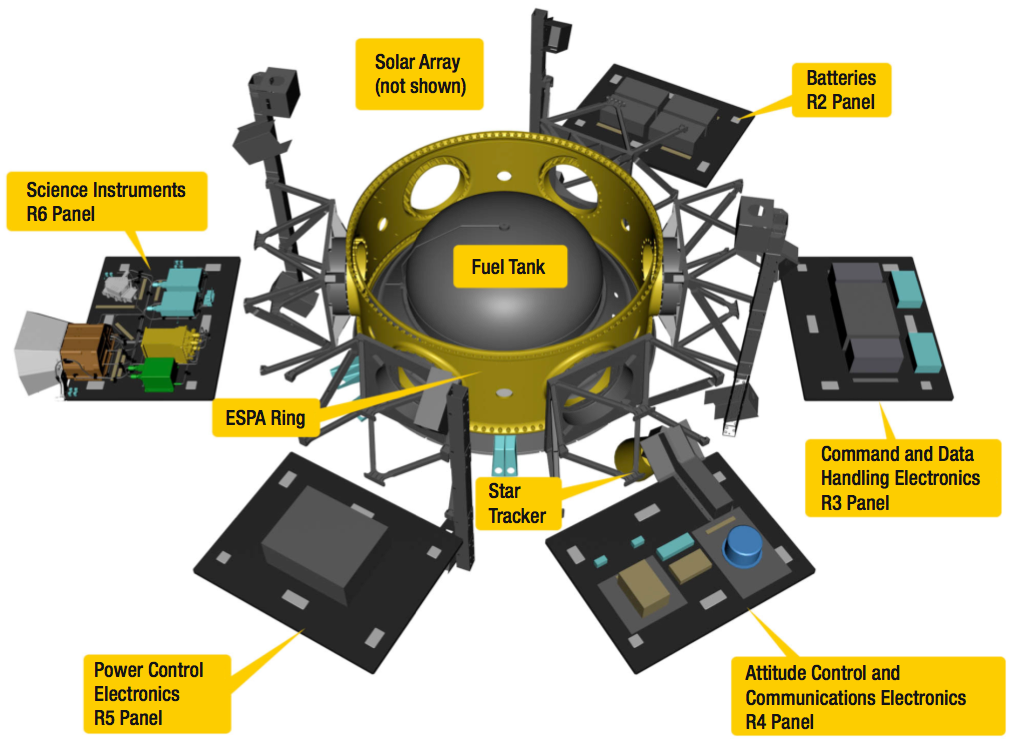
Rozložený pohled na vybavení sondy LCROSS

Tříose stabilizovaná sonda měla tvar šestibokého hranolu o průměru 2,6 m a výšce 2,0 m. Byla vybavena jedním pevným panelem fotovoltaických baterií, dodávajícím minimálně 600 W elektrické energie a dobíjejícím lithium-iontovou akumulátorovou baterii s kapacitou 80 Ah. Vědecká data byla vysílána na Zemi v reálném čase prostřednictvím dvou antén se středním ziskem (zisk přibližně 12 dB, rychlost přenosu 1,5 Mbit/s) a dvou všesměrových antén (rychlost přenosu 40 kbit/s). Orientace v prostoru byla zjišťována souborem sledovačů hvězd STA (Star Tracker Assembly), miniaturní inerciální měřicí jednotkou MIMU (Miniature Inertial Measurement Unit) a souborem deseti přehledových čidel Slunce CSSA (Coarse Sun Sensor Assembly). Jako výkonný prvek pro orientaci, stabilizaci a korekce dráhy sloužil systém motorků RCS (Reaction Control System) na hydrazin (zásoba 306 kg), který tvořily dva motory o tahu 2×22 N a 8 motorů o tahu 8×4,4 N.

### Přístrojové vybavení
Na palubě byly následující vědecké přístroje:
- dva spektrometry NSP1 a NSP2 (Near Infrared Spectrometer) – pracující v blízké infračervené oblasti (spektrální rozsah 1,2 až 2,4 µm)
- spektrometr VSP (Visual Spectrometer) – pracující v ultrafialové a viditelné oblasti (spektrální rozsah 262 až 650 nm)
- dvě kamery NIR1 a NIR2 (Near Infrared Camera) – pracující v blízké infračervené oblasti (spektrální rozsah 0,9 až 1,7 µm)
- dvě kamery MIR1 a MIR2 (Mid Infrared Camera) – pracující ve střední infračervené oblasti (spektrální rozsah 6,0 až 13,5 µm)
- kamera VIS (Visible Camera) – pracující ve viditelné oblasti
- vysokorychlostní fotometr TLP (Total Luminance Photometer) – pracující ve viditelné oblasti (spektrální rozsah 400 až 1000 nm)

## Průběh mise

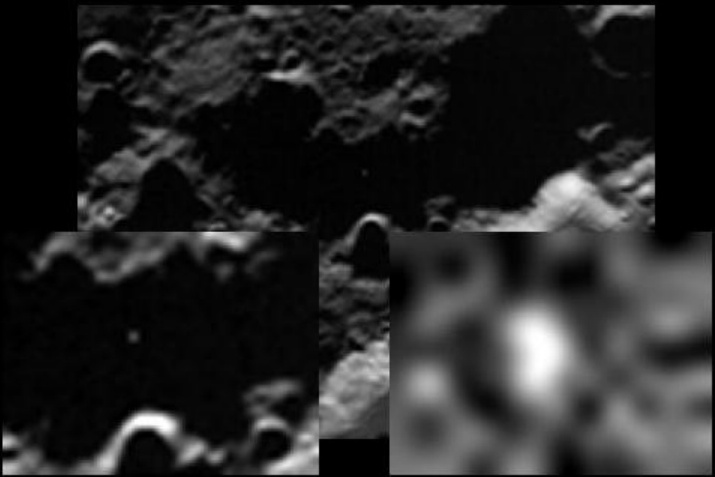
Záblesk při dopadu urychlovacího stupně Centaur

LCROSS byla krátkodobá nízkorozpočtová mise, která se do vesmíru vydala spolu s další měsíční sondou LRO. Kvůli přidání LCROSS k LRO byl místo původně plánované nosné rakety Delta II zvolen silnější nosič Atlas V. NASA vybrala LCROSS v soutěži mezi 19 kandidáty, z nichž každý musel splňovat podmínku nepřesáhnout hmotnost sondy 1000 kg a cenu 80 milionů dolarů.
Start LCROSS a LRO proběhl pomocí rakety Atlas V z mysu Canaveral na Floridě 18. června 2009 v 21:32 UTC. 23. června, čtyři a půl dne po startu, dosáhla sonda LCROSS a k ní připojený raketový stupeň Centaur polární dráhy kolem Země s oběžnou dobou 37 dní, ze které bylo možné navést sondu k jižnímu pólu Měsíce.
22. srpna 2009 zaregistrovali technici v řídícím středisku anomální chování sondy. Došlo k poruše palubní inerciální jednotky určené k orientaci a stabilizaci sondy, řídící systém přešel na řízení orientace pomocí hvězdného čidla. Tento problém způsobil, že sonda při manévrech spotřebovala přes 140 kg paliva, což bylo více než polovina zbývajících zásob pohonných hmot. Dan Andrews, vedoucí projektu LCROSS uvedl, že podle odhadů lze misi úspěšně dokončit, že palivo na dokončení mise by mělo stačit.
Původně plánovaný cíl dopadu, kráter Cabeus A, byl změněn na větší hlavní kráter Cabeus.
K finálnímu přiblížení k Měsíci došlo 9. října, kdy se v 1:50 UTC sonda a Centaur rozdělily. Urychlovací stupeň Centaur jako těžký impaktor po dopadu v 11:31 UTC vytvořil oblak vyvrženého materiálu nad lunárním povrchem. Čtyři minuty po dopadu impaktoru proletěla vyvrženým materiálem sonda LCROSS, která jej analyzovala a výsledky odesílala na Zemi před tím, než sama dopadla na povrch Měsíce. Plánovaná rychlost dopadu byla 9000 km/h. Skutečná rychlost však přesáhla 10 000 km/h.
Impaktor Centaur vyvrhl z povrchu Měsíce více než 350 tun materiálu a vytvořil kráter o průměru kolem 20 m a hloubce 4 m. Doprovázející sonda vyvrhla zhruba 150 tun materiálu, vytvořila kráter 14 m v průměru 2 m hluboký. Materiál vyvržený impaktorem se rozptýlil po povrchu Měsíce v oblasti o průměru 10 km.
Vědci doufali, že spektrální analýzy materiálu z oblaku vyvrženého materiálu potvrdí předchozí nálezy sond Clementine a Lunar Prospector, které ukazovaly na to, že v trvale zastíněných místech na měsíčním povrchu existuje vodní led. Mezi astronomy byla zahájena sledovací kampaň. Předpokládalo se, že vyvržený oblak materiálu bude viditelný ze Země amatérskými teleskopy o průměru čočky 25 až 30 cm.
Amatérské teleskopy však žádný oblak nezaregistrovaly. Ani velkým teleskopům, jako je například Haleův teleskop vybavený adaptivní optikou, se nepodařilo oblak pozorovat. Mohlo to být způsobeno tím, že výbuch způsobený impaktem byl příliš malého rozsahu mimo detekční schopnosti teleskopů. Dopad impaktoru sledovaly i vesmírné teleskopy, např. Hubbleův vesmírný dalekohled.
Dne 13. listopadu 2009 NASA potvrdila, že v oblaku vzniklém po dopadu raketového stupně Centaur byla detekována voda.

## Výsledky mise
Přístroje sondy zaznamenaly část vyvrženého oblaku ve větší výšce, ve kterém se nacházely lehčí materiály – jemný prach a vodní pára, těžší materiály byly nalezeny ve druhé části oblaku, který vystoupal do nižší výšky. Podrobné analýzy ze spektrometrů pracujících v infračervené oblasti spektra potvrdily přítomnost vody ve vyvrženém materiálu. Vědci odhadují, že po dopadu urychlovacího stupně Centaur bylo vyvrženo minimálně 95 litrů vody.